# (3199) Нефертити
(3199) Нефертити (лат. Nefertiti) — небольшой околоземный астероид из группы Амура (II), который принадлежит к светлому спектральному классу S. Он был открыт 13 сентября 1982 года американскими астрономами Кэролин Шумейкер и Юджином Шумейкером в Паломарской обсерватории и назван в честь Нефертити, древнеегипетской царицы супруги Эхнатона.

Орбита астероида Нефертити и его положение в Солнечной системе
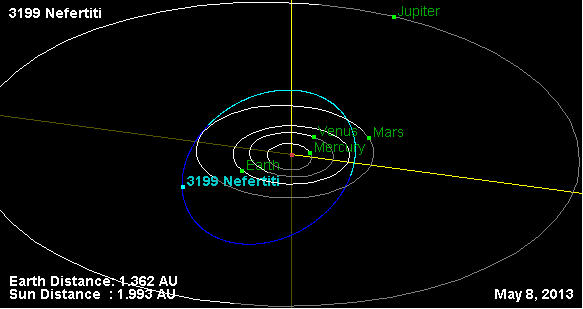
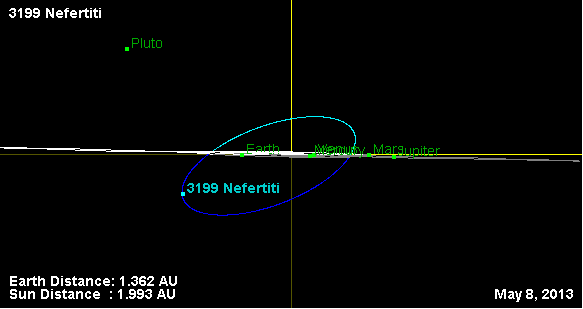
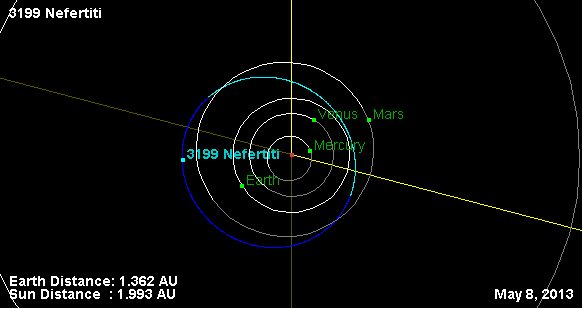